# Kyanid cesný
Kyanid cesný je anorganická sloučenina se vzorcem CsCN, cesná sůl kyseliny kyseliny kyanovodíkové. Jedná se o bílou krystalickou látku dobře rozpustnou ve vodě, vysoce toxickou, chemickými vlastnostmi podobnou kyanidu draselnému.

## Výroba
Kyanid cesný se získává reakcí kyanidu sodného s fluoridem cesným:
NaCN + CsF → CsCN + NaF